# Огнєн Тадич
Огнєн Тадич (серб. Огњен Тадић, Ognjen Tadić; нар. 20 квітня 1974, Сараєво) — боснійський політик, делегат і со- президент в Палаті народів Парламентської Скупщини Боснії і Герцеговини від сербського народу.

## Біографія
Школу закінчив у Сараєво, диплом юриста отримав в Університеті Баня-Луки, магістратуру завершив також в Баня-Луці з дипломом на тему «Суспільні конфлікти в БіГ в кінці XX — початку XXI століття», пише там же докторську дисертацію «Сучасні соціологічні погляди на суспільні конфлікти в БіГ».
Він є автором книг «Поле конфлікту» (Besjeda, Баня-Лука, 2023[1], перше видання; Офіційний вісник Республіки Сербської, Баня-Лука, 2025, друге видання), «Дейтонське право» (Офіційний вісник Республіки Сербської, Баня-Лука, 2025) та «Дейтонська політика» (Офіційний вісник Республіки Сербської, Баня-Лука, 2025), а також кількох наукових та професійних статей у галузі соціології та права.
Батько Огнєна із села Врхпрач з гори Яхорина в Чорногорії, мати (уродж. Капор) з Герцеговини, село Міриловичи. Православний.
У 17 років вступив до Сербської радикальної партії (засновниками якої є Воїслав Шешель, який перебуває зараз у в'язниці Гаазького трибуналу і чинний президент Сербії Томислав Николич) в партії дійшов до посади члена Президії, покинув СРС у 2006 році. На даний момент віце-голова Сербської демократичної партії (заснована у 1990 Йованом Рашковичем і Радованом Караджичем, зараз знаходяться у в'язниці Гаазького трибуналу).
У 1997 і 1998 роках обирався в Народну Скупщину Республіки Сербської, але Тимчасова виборча комісія БіГ викреслила Тадича і ще вісьмох кандидатів від СРС з виборчого списку із забороною на висунення кандидатури на виборах на три роки за «заклики до насильства і дестабілізації Боснії і Герцеговини» за перешкоджання реалізації Дейтонських угод.
Двічі обіймав посаду радника президента Республіки Сербської, спочатку був радником з громадської діяльності, питань біженців та переселених осіб у президента Ніколи Поплашена, а потім політичним радником у президента Драгана Чавича.
На виборах у 2002 році, як кандидат від Сербської радикальної партії РС на посаду сербського члена Президії Боснії і Герцеговини, зайняв третє місце, набравши близько 9% голосів, у 2007 році на позачергових виборах, як кандидат від Сербської демократичної партії на посаду президента РС зайняв друге місце, набравши близько 37% голосів, у 2010 році, як кандидат від Коаліції «Разом за Сербську» на пост президента РС зайняв друге місце з 36% голосів, а у 2014 році, як кандидат від Коаліції «Альянс за зміни» на пост президента РС зайняв друге місце з 44,3% голосів.
Під час війни в колишній Югославії, як журналіст був в полоні у хорватських сил з січня по липень 1993, звільнений після обміну полонених. Військовий суд в Спліті засудив його до шести років ув'язнення за озброєний заколот і розвідувально-пропагандистську діяльність, спрямовану проти Республіки Хорватія.
Військову службу проходив з 1994 по 1995 рік в 67-му полку Головного штабу Армії РС в сараєвсько-романійському корпусі.
Був журналістом «Молодіжного радіо» на Радіо Сараєво, на третьому каналу «СА3» ТВ Сараєво, військовим репортером «С-каналу» в Пале і на «Сербському радіо-телебаченні» Пале — Баня-Лука.
Під час вимушеної перерви у політичній діяльності займався адвокатурою, неодноразово був членом Виконавчого комітету Палати адвокатів РС, головою Спілки адвокатів Баня-Луки.
Одружений з Даліборкою Мілучинович, має троє дітей.